# Keith Packard
Keith Packard (ur. 16 kwietnia 1963) – programista, najbardziej znany z prac nad środowiskiem X Window System.
Packard zajmował się wieloma rozszerzeniami X i napisał wiele dokumentów technicznych na temat X-ów. Był silnie zaangażowany w rozwój X Window System pod koniec lat 80., w MIT X Consortium, XFree86 i obecnie w X.Org Foundation.
W wyniku niezgody co do sposobu rozwoju XFree86 został wykluczony z zespołu tego projektu. Po powstaniu forka tego kodu kieruje projektem eksperymentalnego serwera X w ramach freedesktop.org oraz projektem oficjalnej wzorcowej implementacji X Window System.
Od 2004 Keith Packard jest deweloperem Debiana, w którym jest opiekunem fontconfiga (opiekuje się także bezpośrednim rozwojem tego kodu) i innych pakietów.

## Oprogramowanie nad którym pracował Keith Packard
- cairo
- rozszerzenia X Window System: XRender, XFixes, XDamage, XComposite, XRandR
- KDrive
- fontconfig, Xft
- Nickle
- XDM